# Långträsket (Norsjö socken, Västerbotten)
Långträsket är en sjö i Norsjö kommun i Västerbotten och ingår i Umeälvens huvudavrinningsområde. Sjön är 6,5 meter djup, har en yta på 1,93 kvadratkilometer och befinner sig 307 meter över havet. Sjön avvattnas av vattendraget Månsträskån (Kvarnån).

## Delavrinningsområde
Långträsket ingår i det delavrinningsområde (720238-166442) som SMHI kallar för Utloppet av Långträsket. Medelhöjden är 341 meter över havet och ytan är 17,2 kvadratkilometer. Det finns inga avrinningsområden uppströms utan avrinningsområdet är högsta punkten. Månsträskån (Kvarnån) som avvattnar avrinningsområdet har biflödesordning 4, vilket innebär att vattnet flödar genom totalt 4 vattendrag innan det når havet efter 201 kilometer. Avrinningsområdet består mestadels av skog (70 procent). Avrinningsområdet har 1,92 kvadratkilometer vattenytor vilket ger det en sjöprocent på 11,2 procent.